# AJ Dungo
AJ Dungo est un surfeur, illustrateur et auteur de bande dessinée américain né à Fort Myers (Floride). Il accède à la notoriété avec le roman graphique In Waves.

## Biographie
AJ Dungo est né à Fort Myers puis il grandit dans le sud de la Californie. Ses deux parents sont infirmiers. Il suit les cours de l'Art Center College of Design. Les influences de Dungo sont Raymond Pettibon et James Jean,.
AJ Dungo rédige In Waves en tant que projet dans le cadre de ses études artistiques ; la narration d'origine porte sur Tom Blake (en) mais se développe ensuite pour présenter Duke Kahanamoku et l'histoire du surf. Tandis que Dungo progresse sur le projet, sa compagne depuis huit ans décède d'un cancer et l'artiste décrit son deuil dans l'ouvrage. L'album fait partie de la sélection au grand prix de la critique 2020 et du Fauve d'or.

## Œuvres
- In Waves, traduction Basile Béguerie, Casterman, 2019  (ISBN 978-2-203-19239-3) (BNF 45792379) - Sélection officielle Festival d'Angoulême 2020

## Récompense
- 2020 : Prix BD Fnac-France Inter pour In Waves[7].
- 2020 : Nomination parmi les meilleures BD étrangères pour la traduction d'In Waves au Prix Bédélys Étranger 2019